# Paris-Roubaix 1971
Paris-Roubaix 1971 a fost a 69-a ediție a Paris-Roubaix, o cursă clasică de ciclism de o zi din Franța. Evenimentul a avut loc pe 18 aprilie 1971 și s-a desfășurat pe o distanță de 265,2 de kilometri de la Compiègne până la velodromul din Roubaix. Câștigătorul a fost Roger Rosiers din Belgia de la echipa Bic.

## Rezultate
| Loc | Concurent                 | Echipă                   | Timp       |
| --- | ------------------------- | ------------------------ | ---------- |
| 1   | Roger Rosiers (BEL)       | Bic                      | 6h 17' 53" |
| 2   | Herman Van Springel (BEL) | Molteni                  | + 1' 26"   |
| 3   | Marino Basso (ITA)        | Molteni                  | + 1' 26"   |
| 4   | Jan Janssen (NED)         | Bic                      | + 1' 26"   |
| 5   | Eddy Merckx (BEL)         | Molteni                  | + 1' 26"   |
| 6   | Eric Leman (BEL)          | Flandria–Mars            | + 1' 26"   |
| 7   | Roger De Vlaeminck (BEL)  | Flandria–Mars            | + 1' 26"   |
| 8   | Felice Gimondi (ITA)      | Salvarani                | + 1' 26"   |
| 9   | Erik De Vlaeminck (BEL)   | Flandria–Mars            | + 4' 26"   |
| 10  | Georges Pintens (BEL)     | Hertekamp–Magniflex–Novy | + 4' 26"   |